# Flavio Anicio Petronio Probo
Flavio Anicio Petronio Probo (latino: Flavius Anicius Petronius Probus; fl. 400 circa-406) è stato un politico romano dell'Impero romano d'Occidente.

## Biografia
Appartenente alle gens Anicia, Petronia e Olybria, era il figlio di Sesto Petronio Probo (console nel 371) e di Anicia Faltonia Proba, una poetessa cristiana; i fratelli maggiori furono Anicio Ermogeniano Olibrio e Anicio Probino (consoli nel 395).
Nel 400 circa era questore eletto (dall'imperatore), nel 406 fu console; un esemplare del dittico consolare è conservato nel Museo del tesoro della cattedrale di Aosta, e raffigura l'imperatore Onorio.

### Romanzi
- Luca Traini, Il dittico di Aosta, TraRariTipi Editore, 2007